# Алту-Солимойнс (микрорегион)

Алту-Солимойнс на карте.

Алту-Солимойнс (порт. Microrregião do Alto Solimões) — микрорегион в Бразилии, входит в штат Амазонас. Составная часть мезорегиона Юго-запад штата Амазонас. Население составляет 224 094 человека на 2010 год. Занимает площадь 213 281,229 км². Плотность населения — 1,05 чел./км².

## Демография
Согласно сведениям, собранным в ходе переписи 2010 г. Национальным институтом географии и статистики (IBGE), население микрорегиона составляет:
| Полное население                             | Полное население                             | Полное население                             | Полное население                             | 224 094 |
| -------------------------------------------- | -------------------------------------------- | -------------------------------------------- | -------------------------------------------- | ------- |
| в том числе:                                 | Городское население                          | 130 122                                      | Процент городского населения, %              | 58,07   |
|                                              | Сельское население                           | 93 972                                       | Процент сельского населения, %               | 41,93   |
|                                              | Мужское население                            | 115 264                                      | Процент мужского населения, %                | 51,44   |
|                                              | Женское население                            | 108 830                                      | Процент женского населения, %                | 48,56   |
| Плотность населения, чел/км²                 | Плотность населения, чел/км²                 | Плотность населения, чел/км²                 | Плотность населения, чел/км²                 | 1,05    |
| Население микрорегиона в % к населению штата | Население микрорегиона в % к населению штата | Население микрорегиона в % к населению штата | Население микрорегиона в % к населению штата | 6,43    |

## Статистика
- Валовой внутренний продукт на 2005 год составляет 597 858 реалов (данные: Бразильский институт географии и статистики).

## Состав микрорегиона
В состав микрорегиона включены следующие муниципалитеты:
1. Аматура
2. Аталая-ду-Норти
3. Бенжамин-Констант
4. Фонти-Боа
5. Жутаи
6. Санту-Антониу-ду-Иса
7. Сан-Паулу-ди-Оливенса
8. Табатинга
9. Тонантинс